# Métro léger de Seattle
Pour les articles homonymes, voir Link.
 (mai 2024).
Si vous disposez d'ouvrages ou d'articles de référence ou si vous connaissez des sites web de qualité traitant du thème abordé ici, merci de compléter l'article en donnant les références utiles à sa vérifiabilité et en les liant à la section « Notes et références ».
Le métro léger de Seattle, de son nom commercial Link,  est le réseau de métros légers de l'aire métropolitaine de Seattle, dans l'État de Washington, aux États-Unis. Il comporte trois lignes pour l'heure non connectées : la ligne T, ouverte le 22 août 2003 à Tacoma, la ligne 1, lancée le 18 juillet 2009 à Seattle, et enfin la ligne 2, mise en service le 27 avril 2024 à Bellevue.

## Réseau actuel
En 2024, le réseau est constitué de deux lignes de métro léger (1 et 2) situées dans l'agglomération de Seattle (qui ne se rejoignent pas encore pour le moment) ainsi que d'une ligne de tramway (T) située à Tacoma à 50 km au Sud-Ouest de Seattle,.
| Ligne | Terminus                          | Ouverture       | Longueur | Stations | Type        |
| ----- | --------------------------------- | --------------- | -------- | -------- | ----------- |
|       | Lynnwood City Center ↔ Angle Lake | 18 juillet 2009 | 53,3 km  | 23       | Métro léger |
|       | South Bellevue ↔ Downtown Redmond | 27 avril 2024   | 16 km    | 10       | Métro léger |
|       | Tacoma Dome ↔ St. Joseph          | 22 août 2003    | 6,4 km   | 12       | Tramway     |